# Ramón Puerta
Federico Ramón Puerta, né le 9 septembre 1951 à Misiones, est un homme d'État argentin. 
Péroniste, membre du Parti justicialiste, il est gouverneur de la province de Misiones entre 1991 et 1999 et sénateur fédéral à partir de 1999. Il est président de la Nation argentine par intérim durant deux jours en décembre 2001, après la démission de Fernando de la Rúa.

## Biographie
Étant donné la démission du vice-président Carlos Álvarez, le 8 octobre 2000, et en vertu de la loi 20.972 — d'acéphalie du pouvoir exécutif —, la succession présidentielle échut au président provisoire du Sénat, charge qu'exerçait Puerta. Il eut donc mandat de convoquer dans les 48 heures l'Assemblée législative pour élire le fonctionnaire public qui devrait occuper la présidence jusqu'à l'élection d'un nouveau président — ceci en accord avec l'article 88 de la Constitution —. Réunie le 23 décembre 2001, l'Assemblée législative élit Adolfo Rodríguez Saá pour cette charge. Peu après, Puerta démissionne de la présidence du Sénat pour motif de santé.
Son titre officiel, durant la courte période où il fut chef de l'État, fut « président provisoire de l'Honorable Sénat de la Nation chargé du pouvoir exécutif » (presidente provisional del Honorable Senado de la Nación en ejercicio del Poder Ejecutivo).
En 2007, il quitta le Parti justicialiste et le Front pour la victoire qui appuyait Cristina Fernandez de Kirchner pour rejoindre le Frente Justicia, Unión y Libertad (FREJULI), qui regroupe des péronistes de droite.